# Lavinia Agache
Lavinia Agache (Căiuți, 11 februari 1968) is een voormalig Roemeens turnster.
Agache won tijdens de  Zomerspelen 1984 in het Amerikaanse Los Angeles de gouden medaille in de landenwedstrijd, en brons op sprong. Op de wereldkampioenschappen won Agache drie zilveren medailles en een bronzen medaille.

## Resultaten

### Olympische Zomerspelen
| Jaar | Plaats      | Resultaten                         |
| ---- | ----------- | ---------------------------------- |
| 1984 | Los Angeles | landenwedstrijd sprong 8e aan brug |

### Wereldkampioenschappen
| Jaar | Plaats    | Resultaten                             |
| ---- | --------- | -------------------------------------- |
| 1983 | Boedapest | landenwedstrijd · sprong · brug · balk |